# Wasserschalter

Prinzipskizze

Ein Wasserschalter oder Differenzdruckschalter ist ein Bauteil von einem Gasdurchlauferhitzer, das aufgrund einer Druckdifferenz das Hauptgasventil öffnet und schließt.
Der Wasserschalter besteht aus einer Kapsel und einer Venturidüse. Die Kapsel wird durch eine Membran in eine obere und eine untere Hälfte geteilt. Strömt Wasser durch den Wasserschalter, so muss das Wasser auch durch die Venturidüse strömen. Durch das Strömen des Wassers durch die Venturidüse entsteht an der Engstelle der Venturidüse Unterdruck. An dieser Engstelle befindet sich eine Bohrung und ein dünner Kanal zur oberen Membrankammer. Durch den Unterdruck fließt Wasser aus der oberen Membrankammer durch den Kanal und die Bohrung ab. Dadurch hebt sich die Membran. Die Membran ist über den Ventilstift mit dem Hauptgasventil verbunden. Die Bewegung der Membran öffnet und schließt damit über den Ventilstift das Hauptgasventil. In der Prinzipskizze ist eine spezielle Variante des Wasserschalters abgebildet. Der Verbindungskanal zwischen Engstelle der Venturidüse und oberer Membrankammer enthält eine kleine Kugel. Fließt Wasser aus der oberen Membrankammer ab, so wird die Kugel nach unten gedrängt. Die Kugel verkleinert den Querschnitt des Kanals. Dadurch kann das Wasser nur definiert langsam abfließen. Dadurch wird die Öffnung des Hauptgasventils verlangsamt. Das langsame Öffnen des Hauptgasventils stellt sicher, dass es nicht zu Verpuffungen kommen kann. Daher wird diese Variante des Wasserschalters „Langsamzündventil“ genannt. Wasserschalter ohne Kugel kommen bei elektrischen Durchlauferhitzern zum Einsatz.